# Erzbistum Cape Coast
Das Erzbistum Cape Coast (lateinisch Archidioecesis A Litore Aureo) ist eine in Ghana gelegene römisch-katholische Erzdiözese mit Sitz in Cape Coast. Es umfasst einen Teil der Region Central Region.

## Geschichte
Papst Leo XIII. gründete die Apostolische Präfektur Goldküste am 2. Februar 1879 aus Gebietsabtretungen des Apostolischen Vikariates Zwei Guineas. Am 25. Mai 1901 wurde es in den Rang eines Apostolischen Vikariates erhoben.
Mit der Bulle Laeto accepimus wurde es am 18. April 1950 in den Rang eines Metropolitanerzbistums erhoben.
Teile seines Territoriums verlor es zugunsten der Errichtung folgender Bistümer:
- 28. Juni 1895 an die Apostolische Präfektur Elfenbeinküste
- 15. März 1923 an das Apostolische Vikariat Untervolta
- 2. Februar 1932 an das Apostolische Vikariat Kumasi
- 2. Dezember 1943 an die Apostolische Präfektur Accra
- 20. November 1969 an das Bistum Sekondi-Takoradi

## Ordinarien

### Apostolische Präfekten von Goldküste
- Ange Gaudeul SMA (1877–1886, gestorben)
- Joseph Pellat SMA (1886–1893, gestorben)
- Jean-Marie Michon SMA (1894–1895, gestorben)
- Maximilian Albert SMA (16. September 1895–25. Mai 1901)

### Apostolische Vikare von Goldküste
- Maximilian Albert SMA (25. Mai 1901–5. Dezember 1903, gestorben)
- Isidore Klaus SMA (4. März 1904–20. November 1905, gestorben)
- François-Ignace Hummel SMA (6. März 1906–13. März 1924, gestorben)
- Ernest Hauger SMA (13. Februar 1925–14. November 1932, zurückgetreten)
- William Thomas Porter SMA (25. April 1933–18. April 1950)

### Erzbischöfe von Cape Coast
- William Thomas Porter SMA (18. April 1950–15. Mai 1959, zurückgetreten)
- John Kodwo Amissah (19. Dezember 1959–22. September 1991, gestorben)
- Peter Kodwo Appiah Kardinal Turkson (6. Oktober 1992–4. Oktober 2009, dann Präsident des Päpstlichen Rates für Gerechtigkeit und Frieden)
- Matthias Kobena Nketsiah (31. Mai 2010–11. Mai 2018)
- Gabriel Charles Palmer-Buckle (seit 11. Mai 2018)

## Statistik
| Jahr | Bevölkerung | Bevölkerung | Bevölkerung | Priester       | Priester           | Priester         | Priester               | Ständige Diakone | Ordensleute    | Ordensleute        | Pfarreien |
| Jahr | Katholiken  | Einwohner   | %           | Gesamt- anzahl | Diözesan- priester | Ordens- priester | Katholiken je Priester | Ständige Diakone | Ordens- brüder | Ordens- schwestern |           |
| ---- | ----------- | ----------- | ----------- | -------------- | ------------------ | ---------------- | ---------------------- | ---------------- | -------------- | ------------------ | --------- |
| 1950 | 120.494     | 716.286     | 16,8        | 55             | 10                 | 45               | 2.190                  |                  | 2              | 26                 | 18        |
| 1959 | 195.505     | 910.000     | 21,5        | 84             | 20                 | 64               | 2.327                  |                  | 13             | 38                 | 26        |
| 1969 | 285.079     | 1.675.000   | 17,0        | 76             | 29                 | 47               | 3.751                  |                  | 63             | 67                 | 24        |
| 1980 | 175.947     | 1.028.000   | 17,1        | 44             | 17                 | 27               | 3.998                  |                  | 39             | 48                 | 13        |
| 1990 | 215.422     | 1.252.396   | 17,2        | 70             | 56                 | 14               | 3.077                  |                  | 35             | 66                 | 13        |
| 1998 | 259.198     | 1.934.120   | 13,4        | 85             | 77                 | 8                | 3.049                  | 1                | 17             | 101                | 20        |
| 2006 | 293.131     | 1.699.105   | 17,3        | 109            | 99                 | 10               | 2.689                  |                  | 31             | 112                | 41        |
| 2013 | 377.398     | 1.875.000   | 20,1        | 124            | 113                | 11               | 3.043                  | 1                | 31             | 108                | 52        |
| 2023 | 396.292     | 2.942.755   | 13,5        | 170            | 153                | 17               | 2.331                  |                  | 51             | 115                | 59        |